# Kauktjärnen
Kauktjärnen är en sjö i Åre kommun i Jämtland och ingår i Indalsälvens huvudavrinningsområde. Kauktjärnen ligger i Ånnsjön Natura 2000-område.